# Gewehr 41
Gewehr 41 — самозарядна гвинтівка G-41 (W) виробництва Німеччини. Використовувалася під час Другої Світової війни. У рушниці застосовувалися стандартні патрони 7,92×57 мм «Маузер».
У 1940 році управлінням озброєнь сухопутних сил Німеччини було висунуто вимоги на нову самозарядну гвинтівку для Вермахту. Початок розробки самозарядної гвинтівки для Вермахту часто пояснюється великою кількістю самозарядних гвинтівок, що є на озброєнні Червоної Армії: (АВС-36, СВТ-38, СВТ-40). Наприкінці 1941 року у частини Вермахту для проведення військових випробувань почали надходити самозарядні рушниці двох типів: розроблена компанією Walther G-41 (W) і розроблена компанією Mauser G-41 (M). За підсумками випробувань на озброєння під позначенням G-41 (W) була прийнята гвинтівка системи Вальтера.
Гвинтівка випускалася в невеликій кількості, оскільки мала досить багато недоліків, у тому числі таких, як низька надійність, чутливість до забруднення (у тому числі — через оригінальний затвор, ковзного по напрямних на зовнішній поверхні ствольної коробки, дуже схильний до забруднення), велику вагу. Гвинтівка випускалася компанією Walther на заводі у місті Целла-Меліс і компанією  Berlin-Lübecker Maschinenfabrik на заводі у місті Любек. у 1943 році у частини Вермахту почали надходити більш удосконалені гвинтівки G-43 (W).